# Bill Elgart
William Spencer Elgart (kaldet Bill eller Billy, 9. november 1942 i Cambridge Massachusetts USA) er en amerikansk jazztrommeslager.
Elgart studerede trommer hos Alan Dawson på Berklee College of Music. Han spillede op gennem 1960´erne med musikere som Carla Bley, Sam Rivers, John Tchicai og Roswell Rudd. Han har endvidere indspillet med Jim Pepper, Eddie Gomez, Kenny Wheeler, Charlie Mariano, Sheila Jordan og David Friedman.
I 1968 indspillede han sin debutplade med Paul Bley, Mr. Joy, hvor også Gary Peacock medvirkede.
Elgart er nok mest kendt som Avantgarde jazztrommeslager , men spiller i alle genre af jazzen.
Han har lavet en solo konceptplade, A life, som er en art beskrivelse af livet fra fødsel til død i lyd.

## Diskografi
- Mr. Joy – Paul Bley
- A Life – Bill Elgart
- Polar Bear Stomp – Jim Pepper
- The Fool School – Eric Watson and John Lindberg
- Open Heart – Zollsound